# Bantwal
Bantwal (en canarés: ಬಂಟ್ವಾಳ ) es una ciudad de la India en el distrito de Dakshina Kannada, estado de Karnataka.

## Geografía
Se encuentra a una altitud de 20 m s. n. m. a 331 km de la capital estatal, Bangalore, en la zona horaria UTC +5:30.

## Demografía
Según estimación 2011 contaba con una población de 38 286 habitantes.